# Energikrise
En energikrise er en fællesbetegnelse for enhver større mangelsituation i leveringen af energiressourcer til et land. Dette kan tage form af, at energi ikke kan anvendes, eller at voldsomme prisstigninger gør, at energi ikke kan fremskaffes til alle formål. Energikriser har som oftest store følgevirkninger for den øvrige økonomi; recessioner i en eller anden form opstår jævnligt i kølvandet på energikriser. Når energiprisen stiger, medfører det oftest, at produktionsomkostningerne i andre erhverv stiger. Ved en kulkrise ville man f.eks. tydeligst mærke, at omkostningerne til elektricitet og opvarmning er stigende, men tidligere ville man også mærke en stigning i prisen på togtransport. Ved en oliekrise vil man primært mærke, at benzinpriserne stiger, men også produkter af plastik og landbrugsvarer vil stige i pris. Ved en gaskrise vil den tydeligste konsekvens også være prisstigninger på elektricitet og opvarmning, men alle produkter fra energiintensive erhverv vil også være stigende i pris.
Tidligere var det mest almindelige, at et enkelt land kunne opleve en energikrise af den ene eller anden art Som et eksempel kan nævnes strejkerne i Storbritannien i 1921 og 1926, der begge medførte produktionsfald på mere end 25% i Storbritannien. Kulstrejkerne i Storbritannien i 1972 og 1974 havde også væsentlige konsekvenser for Storbritannien, men problemet var ikke så stort som i de to første strejker, da Polen eksporterede yderligere kul til Storbritannien, der derfor ikke oplevede en egentlig energikrise. I 1984-1985 var en stærkt øget kulimport fra blandt andet Polen ligeledes medvirkende til, at strejken ikke lykkedes. Verdenshandelen har dermed været medvirkende til, at lokale energikriser i nyere tid er sjældne.

## De mest almindelige energikriser
De mest almindelige energikriser er sammenfaldende med de mest almindelige former for energi. Eftersom mere end 90% af verdens energiforbrug dækkes med fossile brændstoffer er de mest almindelige energikriser også kriser i leveringen af fossile brændstoffer. Det er dermed leverancerne af olie, kul og naturgas, der primært har været ramt af kriser.

### Oliekriser
Oliekriser er den mest almindelige form for energikriser i nyere tid. Dette er der en række grunde til:
- For det første er olie i dag det absolut mest væsentlige brændstof til transport. I USA udgør oliebaserede produkter (benzin, flybrændstof, med videre) mere end 97% af den anvendte energi til transport, på verdensplan er tallet omkring 90% [1]
- For det andet er verdens olieproduktion koncentreret i afgrænsede geografiske områder. Mellemøsten er efter sigende i besiddelse af 2/3 af verdens oliereserver [2]. Disse to faktorer var stærkt medvirkende til oliekriserne i 1973 og 1979.

Oliekrisen i 1973 medførte et fald i olieproduktionen mellem 1974 og 1975 på omkring 6% . Dette fald i produktionen medførte prisstigninger på olie på omkring 300%. Dette afspejler, at verden i 1973 ikke havde alternativer til olie fra Mellemøsten, og man kan tale om, at oliens kortsigtede efterspørgselspriselasticitet var meget uelastisk, altså at meget små fald i udbuddet medførte meget drastiske prisstigninger. 
Oliekrisen i 1979 medførte et noget større fald i olieproduktionen  og igen tredobledes prisen på olie , men det havde i mindre grad langsigtede konsekvenser. Dette skyldtes især, at man havde fundet store mængder olie udenfor de arabiske lande (blandt andet i Nordsøen).
De to oliekriser i 1973 og 1979 var politiske kriser, der opstod på grund af henholdsvis Yom Kippur-krigen og Den iranske revolution. Tilhængere af teorien om Hubberts peak (eller peak oil) mener, at der er ved at opstå en geologisk oliekrise. Kort fortalt går teorien ud på, at produktionen af olie på verdensplan af geologiske årsager vil begynde at falde. Tilhængere af teorien mener, at produktionen ikke kan følge med efterspørgslen, og de fleste forventer derfor, at konsekvenserne af en geologisk oliekrise vil blive mere vidtgående end konsekvenserne af oliekrisen i 1979. Derudover vil en geologisk betinget oliekrise være en permanent tilstand.

### Kulkriser
Kulkriser har historisk set været knyttet til et enkelt land. Dette skyldes flere faktorer: 
- at størstedelen af kulkriser er foregået før 2. verdenskrig.
- at afhængigheden af kul er mere begrænset end afhængigheden af olie. Kuls andel af energiforbruget er på verdensplan faldet fra omkring 60% i 1947 til omkring 28% i 1973, og de negative konsekvenser af mangel på kul kan dermed i høj grad løses ved substitution [5]
- at producenter af kul ikke i samme grad som ved olie er koncentreret i et fåtal af lande.

Især i Storbritannien har der dog også i nyere tid været en lang række kriser i kulforsyningen, som først og fremmest har været en konsekvens af en stærk fagforening, der ved flere lejligheder har kunnet igangsætte strejker over hele landet. Derudover har det været af afgørende betydning, at Storbritannien har været selvforsynende med kul, og derfor ikke har importeret kul løbende. Det har derfor drejet sig om meget store mængder kul, man pludselig har manglet i forbindelse med kulminearbejdernes strejker. 
Blandt væsentlige kulstrejker i nyere tid, der har medført kriser af større eller mindre betydning kan nævnes:
- Storbritannien (1972)
  - Strejken medførte, at Storbritannien var i undtagelsestilstand, og arbejdsugen i Storbritannien blev i løbet af strejken nedsat til tre dage. Strejken varede i 7 uger.
- Storbritannien (1974)
  - Strejken medførte igen undtagelsestilstand og nedsættelse af arbejdsugen til tre dage. Strejken varede fire uger.
- Storbritannien (1984)
  - Strejken varede næsten et år, men havde ikke så vidtrækkende konsekvenser som de to tidligere britiske strejker, dels fordi regeringen var bedre forberedt på strejken, dels fordi energipriserne i 1984 generelt var lave.

### Naturgaskriser
Gaskriser adskiller sig fra kul- og oliekriser ved, at verdensmarkedet for naturgas er mere opdelt i lokale priser, da naturgas vanskeligt kan transporteres over lange afstande. Normalt kræver transport af naturgas rørledninger, og hvis der ikke findes rørledninger, kræver transporten, at gassen afkøles til sin væskeform (flydende naturgas, LNG) og transporteres i specialdesignede transportenheder (typisk skibe). De omkostninger, der er forbundet hermed gør, at prisen på naturgas i Europa og prisen på naturgas i USA kun er begrænset afhængige af hinanden.
Produktionen af naturgas var i USA på omkring 50 milliarder kubikfod naturgas årligt (omkring 50 billioner BTU eller 5.000 TWh) i årene 1992-2007, samtidig med at efterspørgslen på energi generelt er stigende. Dette medførte store prisstigninger på naturgas i USA, hvilket fik flere amerikanske politikere og offentlige personer (blandt andet Alan Greenspan og Spencer Abraham) til at tale om en naturgaskrise i USA. Greenspan foreslog at denne krise imødegås ved en øget import af LNG fra andre kontinenter. Dette kræver imidlertid massive investeringer i ny infrastruktur:
1. Der er ikke tilstrækkelig mange skibe, der kan transportere flydende naturgas, og der er ikke tilstrækkelig produktionskapacitet til at fremstille det antal skibe, Alan Greenspan foreslår.
2. Der kræves specialbyggede havne for at modtage flydende naturgas, og der skal enten anlægges langt flere af disse end der eksisterer i dag, eller også skal de eksisterende havne udvides væsentligt.
3. Flydende naturgas skal omsættes tilbage til gasform, hvilket kræver store anlæg, der også skal anlægges.
4. Eksportørerne af flydende naturgas skal have anlæg til produktion af flydende naturgas.

USA investerede i kontroversiel fracking og fik store mængder af skifergas der øgede den samlede gasproduktion til 9.000 TWh i 2019. Gasprisen faldt, og gas afløste delvist det dyrere kul.
Gasprisen i Danmark steg fra 73 kr i 2020 til 1.500 kr i 2022, målt per megawatt-time energi. Danske elkunder betalte 864 millioner kroner for at holde 3 gamle kraftværker åbent som Ørsted ellers ville have lukket.
USA og Qatar eksporterer LNG til Europa som delvis udskiftning af øvrige kilder.

## Konsekvenser af en energikrise
For at vurdere, hvad konsekvenserne af en energikrise kan være, skal i al fald to forskellige faktorer overvejes

### Hvor afhængige er vi af en given energitype?
1. Findes der alternativer til en energitype?
2. Kan disse alternativer produceres i tilpas store mængder?
3. Kan alternativerne transporteres til det område, hvor energien skal bruges?
4. Eksisterer den nødvendige infrastruktur til brug af alternativet, eller kan den skabes tilpas hurtigt?
5. Er omkostningerne forbundet med alternativerne på niveau med eller lavere end omkostningerne ved brugen af den oprindelige energitype?

Hvis der kan svares nej til et eller flere af disse spørgsmål giver det en øget risiko for en energikrise.

### Hvor længe forventes det, at en given energitype vil mangle?
Hvis der er tale om, at en mangelsituation er opstået pludseligt og hurtigt vil kunne bringes ud af verden, er det ikke sikkert, at en energikrise vil blive alvorlig. Som eksempel kan nævnes orkanen Rita og de skader, den medførte i år 2005. Der skete skader på raffinaderier i Den Mexicanske Golf, men skaderne på produktionsapparatet blev hurtigt reparereret, og de væsentligste konsekvenser kunne afværges ved at åbne for strategiske reserver i EU og USA. 
Tilhængere af peak oil-teorien mener, at man både med naturgas og olie står overfor en permanent mangelsituation. En sådan krise vil derfor ikke kunne afhjælpes ved at åbne for strategiske reserver eller ved at øge produktionsapparatet.